# Sheldon Gregg
Sheldon Gregg (...) è un bassista giamaicano, attualmente membro dei Giuliano Palma & the Bluebeaters.

## Carriera
Dopo aver suonato per la New York Ska Jazz Ensemble si trasferisce in Italia nel 2006 grazie a Mr. T-bone, ed entra a far parte dei Giuliano Palma & the Bluebeaters, dopo l'addio di Bunna, con il ruolo di bassista.
Finito il Boogaloo Tour 2008, Sheldon entra ufficialmente nei Bluebeaters e prende parte alla realizzazione del quarto album studio della band: Combo

## Discografia
- 2012 - Enter The Sabaudians
- 2009 - Combo
- 2007 - Boogaloo
- 2004 - Sees America
- 2003 - United Front
- 2002 - Minor Moods
- 2001 - Properly EP
- 2000 - Live in Europe
- 1998 - Back With A New Batch
- 1997 - Nicer By The Hour
- 1996 - Eleven Steps To Power